# Carl André
Carl André (* 24. Mai 1894 auf dem Rittergut Freismissen bei Blomberg, Lippe; † 22. Januar 1985 in Bückeburg) war ein Generalmajor der deutschen Wehrmacht im Zweiten Weltkrieg.

## Leben
André trat nach dem Schulbesuch am 20. Juni 1912 als Fahnenjunker in das 4. Hannoversche Infanterie-Regiment Nr. 164 der Preußischen Armee ein und avancierte am 19. Juni 1914 zum Leutnant. Als solcher nahm er nach Ausbruch des Ersten Weltkriegs zunächst am Einmarsch in das neutrale Belgien teil. Im weiteren Kriegsverlauf kam er an der West- und Ostfront zum Einsatz und erhielt neben beiden Klassen des Eisernen Kreuzes am 9. Oktober 1918 auch das Ritterkreuz des Königlichen Hausordens von Hohenzollern mit Schwertern.
Nach Kriegsende erfolgte seine Übernahme in die Vorläufige Reichswehr. Ab 1. Januar 1921 war André als Adjutant des II. Bataillons in 16. Infanterie-Regiment tätig. Innerhalb des Regiments wechselte er mehrfach die Kompanien und wurde am 1. Februar 1924 zum Oberleutnant sowie am 1. Januar 1929 zum Hauptmann befördert. Am 1. April 1930 folgte seine Ernennung Kompaniechef. Ab dem 15. Oktober 1935 war André über den Beginn des Zweiten Weltkriegs hinaus Kommandeur des neu aufgestellten MG-Bataillons 1, wo er zwischenzeitlich am 1. Januar 1938 auch zum Oberstleutnant befördert wurde. Daraufhin war er zwischen dem 6. Februar 1940 und dem 24. April 1943 Kommandeur des Infanterie-Regiments 521 der 296. Infanterie-Division. In dieser Eigenschaft erhielt André am 1. Dezember 1940 seine Beförderung zum Oberst und wurde am 8. August 1942 mit dem Deutschen Kreuz in Gold ausgezeichnet. Während seiner Versetzung in die Führerreserve vom 25. April bis zum 13. Juli 1943 absolvierte André den 4. Divisionsführer-Lehrgang und fungierte im Juli 1943 während der Abwesenheit von Generalleutnant Alfons Hitter als stellvertretender Divisionsführer der 206. Infanterie-Division.
Daraufhin war André zwischen dem 2. Oktober und der Kommandoübernahme durch Generalmajor Gustav Gihr am 30. November 1943 mit der Führung der 7. Infanterie-Division beauftragt. Nach einer erneuten Versetzung in die Führerreserve vom 1. bis 20. Dezember 1943 wurde er Kommandant der Festung Bergen und bekleidete diesen Posten bis zum 8. Mai 1945. Während dieser Zeit wurde er am 1. Dezember 1944 zum Generalmajor befördert. Nach der bedingungslosen Kapitulation der Wehrmacht am 8. Mai 1945 geriet er in britische Kriegsgefangenschaft, aus der er am 17. Mai 1948 entlassen wurde.